# Michel Tabachnik
Pour les articles homonymes, voir Tabachnik.
Michel Tabachnik, né le 10 novembre 1942 à Genève en Suisse, est un chef d'orchestre et compositeur suisse, à la carrière internationale. Défenseur de la musique actuelle, il a créé entre autres une douzaine d’œuvres de Iannis Xenakis.
Il est par ailleurs l’auteur d’essais sur la musique et de romans.
En 1994, il a été impliqué dans l’affaire de l’Ordre du Temple solaire dont il est ressorti blanchi par la justice.

## Chef d'orchestre
Michel Tabachnik fut très jeune le chef titulaire de l'Orchestre de la Fondation Calouste-Gulbenkian à Lisbonne. Plus tard, il fut chargé par le Ministère de la Culture français de fonder l'Orchestre philharmonique de Lorraine, à Metz. Puis, Pierre Boulez lui confia la création et la direction musicale de l'Ensemble intercontemporain à Paris. Il fut le directeur artistique de l'Orchestre des Jeunes du Québec (1985-1989) et, sur une période de douze ans, de celui des Jeunes de la Méditerranée qu'il a lui-même fondé en 1984.
Pédagogue respecté, il donna de nombreuses master classes à Amsterdam (NOS de Hilversum), à Lisbonne (Fondation Gulbenkian), au Conservatoire national supérieur de musique et de danse de Paris, au Conservatoire national supérieur de musique et de danse de Lyon, à l'Académie de Stockholm, etc. Il fut nommé professeur de direction d'orchestre successivement à l'Université de Toronto (1984-1991) et à l'Académie royale de musique de Copenhague (1993-2001).
Il a notamment enregistré pour Erato et Lyrinx. Sa discographie témoigne de l'éclectisme de son répertoire, qui s'étend de Beethoven à Honegger, de Wagner à Xenakis. Son enregistrement du Concerto de piano de Schumann (avec Catherine Collard comme soliste) fut plébiscité par le jury international de la Radio suisse romande qui le désigna comme la meilleure exécution.
Il est l'invité des plus grands orchestres du monde, comme :
- l'Orchestre de Paris[2] ;
- l'Orchestre de l'Opéra de Paris ;
- le Berliner Philharmoniker[3] ;
- le Concertgebouw d'Amsterdam ;
- le BBC Symphony Orchestra (Londres)[4] ;
- l'Opera di Roma ;
- le Stockholm Filharmoniska Orkester ;
- l'Orchestre national de Cannes ;
- l'Orchestre de la Suisse romande (Genève) ;
- le NHK Symphony Orchestra (Tokyo), etc.

De décembre 2007 à 2015 il est le chef d'orchestre et directeur artistique du Brussels Philharmonic.
Depuis 2010, Michel Tabachnik est le chef d'orchestre honoraire du Noord Nederlands Orkest des Pays-Bas.
En février 2014, Michel Tabachnik est désigné par la revue Classica « meilleur interprète » de La Mer (Claude Debussy) devant Pierre Boulez, ainsi que devant toutes les versions discographiques de référence de cette œuvre. Cette distinction fut décernée dans le cadre d'une écoute à l'aveugle par un jury prestigieux. Plus tard, la Tribune des Critiques de disques de Radio-France désigne à nouveau l’interprétation de La Mer de Michel Tabachnik comme meilleure version.  Enfin, en 2017, cette même Tribune vote à l’aveugle pour la meilleure version de la Symphonie du Nouveau Monde de Dvorák. C’est à nouveau Michel Tabachnik qui sort premier à la tête du Brussels Philharmonic.

## Influences

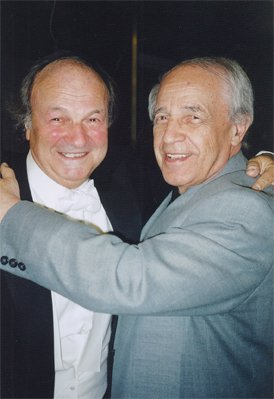
Michel Tabachnik avec Pierre Boulez.

Il a étudié le piano, la composition et la direction dans sa ville natale de Genève. À peine ses études terminées, il devint un protégé d'Igor Markevitch, de Herbert von Karajan et surtout de Pierre Boulez, dont il fut l'assistant pendant quatre années, principalement avec l'Orchestre de la BBC, à Londres (1966-1971). Cette collaboration l'a rapproché de la musique d'avant-garde. Ainsi, il a exécuté un grand nombre de premières mondiales, en particulier du compositeur Iannis Xenakis qui le considérait comme son interprète favori.

## Compositeur
En plus de son travail de chef d'orchestre, Michel Tabachnik compose. C'est ainsi qu'il a honoré de nombreuses commandes, dont La Légende de Haïsha pour le Bicentenaire de la Révolution française, Le Cri de Mohim pour les 700 ans de la Confédération suisse, ou Le Pacte des Onze pour l'IRCAM de Paris.
En 1995, Michel Tabachnik fut consacré Artiste de l'année par le « Centro Internazionale di Arte italien e Cultura » à Rome.
En 2016, il compose la musique de l'opéra Benjamin, dernière nuit, drame lyrique en quatorze scènes, d'après le livret de Régis Debray, sur le philosophe allemand Walter Benjamin, créé à l'Opéra de Lyon le 12 mars 2016.
Le 20 février 2022, il dirige l'orchestre national de Cannes, et interprète en création mondiale Genèse, concerto pour violon et orchestre avec le violoniste Diego Tosi. Le reste de la soirée, se poursuit avec des œuvres, l'orchestre étant accompagné de Sympho-New.

## Affaire du Temple solaire
Passionné par la philosophie, l'ésotérisme et la spiritualité, il rencontre en 1977 Joseph Di Mambro. En 1981, Michel Tabachnik devient le président de la Fondation Golden Way, que Jo Di Mambro créa trois ans plus tôt à Genève. Dans le cadre de l'OTS créé ensuite, Tabachnik écrit les Archées, textes ésotériques qui circulèrent au sein de l’Ordre.
Entre 1994 et 2006, à la suite des drames survenus au sein de l'Ordre, il est poursuivi en Suisse et en France pour participation à « une association de malfaiteurs » sur la seule base de ces Archées.
Pour le volet suisse (tragédies de Salvan et Cheiry, en octobre 1994), la justice suisse a prononcé un non-lieu.
Pour le volet français (drame du Vercors, Saint-Pierre-de-Chérennes, décembre 1995), il a été défendu par Francis Szpiner. Le 25 juin 2001, il est relaxé par le tribunal correctionnel de Grenoble. Le parquet ayant fait appel, il est une deuxième fois relaxé en décembre 2006. L'avocat général avait estimé que Michel Tabachnik n'était pas un membre important de la secte,.

## Publications
- Bouc émissaire, préface de Pierre Boulez, éd. Michel Lafon, 1997.
- Il était une fois un enfant, roman, éd. de l'Aire, 1999.
- De la Musique avant toute chose, essai, préface de Régis Debray, Essai, éd. Buchet/Chastel, 2008.
- L’Homme sauvage, roman, éd. Ring, 2013.
- Ma Rhapsodie, essai, éd. Buchet/Chastel, 2016.
- Le Libraire de Saint-Sulpice, roman, éd. Otago 2017.
- L’Enlèvement au Sinaï, roman, éd. Otago, 2019.
- Demain au Marmara Taskim, roman, éd. L'Harmattan, 2022.
- La Pierre de Siloé, roman, éd. L'Harmattan, 2022.

## Compositions musicales
- Supernovae, 1967
- Frise, 1968
- Fresque, 1969
- Invention à 16 voix, 1972
- Mondes, 1972
- Sillages, 1972
- D'autres Sillages, 1972
- Movimenti, 1973
- Éclipses, 1974
- Argile, 1974
- Trois Impressions, 1975
- Les Perséïdes, 1981
- Cosmogonie, 1981
- l'Arch, 1982
- 7 Rituels Atlantes, 1984
- Pacte des onze (Évangile selon Thomas), 1985
- Élévation, 1990
- Prélude à la Légende, 1989
- Le Cri de Mohim, 1991
- Évocation, 1994
- La Légende de Haïsha, 1989
- Concerto pour piano et orchestre de chambre, 2003
- Nord pour orchestre, 2006
- Diptyque-écho, Concerto pour violon et orchestre, 2008
- Genèse, pour violon solo et orchestre, 2010
- Lumières fossiles, pour orchestre, 2011
- Benjamin, dernière nuit, opéra, 2012
- Le livre de Job, 2013
- Benjamin, dernière nuit, drame lyrique en quatorze scènes, 2016
- Sumer, concerto pour violoncelle et orchestre, 2019
- Genèse II, concerto pour violon et orchestre, 2021